# Christian Mergenthaler
Julius Christian Mergenthaler (8 de noviembre de 1884-11 de septiembre de 1980) fue un político nazi alemán, miembro del Reichstag y el Landtag de Württemberg, Ministro presidente de Württemberg y Ministro de Cultura.

## Primeros años
Christian Mergenthaler nació en la ciudad de Waiblingen en Wurtemberg , hijo de un panadero. Asistió a la escuela primaria allí entre 1894 y 1898 y luego se graduó de la escuela secundaria en Cannstatt en 1902. Después de estudiar en Stuttgart, Tübingen y Gotinga, aprobó el primer examen de servicio para maestros de escuela secundaria en 1907, pasó 1908-1909 como voluntario en el servicio nacional, y luego aprobó el segundo examen en 1911. Después de eso, fue empleado como profesor principal en las escuelas primarias y secundarias en Leonberg. Durante la Primera Guerra Mundial sirvió como oficial de artillería, gran parte de ese tiempo en el frente.
En 1920 Mergenthaler se convirtió en profesor de gimnasio en la ciudad de Schwäbisch Hall. Un nacionalista alemán conservador, con un carácter antisemita, su experiencia de guerra radicalizada y su sentido de indignación social de posguerra lo llevaron a la política de extrema derecha. Mergenthaler cofundó el capítulo local del Partido Nazi en Schwäbisch Hall en 1922, por el cual estuvo muy comprometido como orador público. Después de que el NSDAP fuera prohibido en 1923, se unió al Movimiento Nacionalsocialista de la Libertad (NSFP). En 1924 fue elegido para un escaño en el Landtag de Württemberg (Parlamento del Estado) y ese mismo año ganó un escaño en el Reichstag.
Cuando la prohibición de los nazis expiró en 1925, el NSFP se disolvió y muchos de sus miembros se unieron al NSDAP. Mergenthaler dudó en hacerlo hasta 1927 porque pensó que el estilo dictatorial de Adolf Hitler era perjudicial para la causa. En una lucha de 1928 por la posición clave de Gauleiter, Mergenthaler fue flanqueado por su rival Wilhelm Murr, lo que resultó en una tensión masiva entre ellos. Si bien Mergenthaler no ocupó el cargo dentro del Partido, tuvo el rango paramilitar de SA-Obergruppenführer en la Sturmabteilung. Siempre usó este uniforme en eventos públicos. De 1928 a 1932, como único representante del NSDAP en el Landtag, persiguió agresivamente los objetivos del partido.

## Alemania nazi
Después de la "victoria aplastante" del partido nazi en las elecciones nacionales alemanas de 1932, Mergenthaler fue elegido Presidente del Lantag de Württemberg. En 1933, también se convirtió en Ministro Presidente y Ministro de Cultura. Sin embargo, debido a que Hitler nombró a su rival Wilhelm Murr para el puesto recién creado de Reichsstatthalter de Württemberg (Gobernador del Reich), las funciones del Ministro Presidente y el Landtag perdieron importancia. La posición de Mergenthaler como Ministro de Cultura, sin embargo, demostraría ser influyente.
El tiempo de Mergenthaler como Ministro de Cultura vio la creación de una nueva universidad para maestros de primaria, la construcción de escuelas para estudiantes de primaria dotados en áreas rurales y la expansión de la formación profesional. Estas reformas aparentemente progresistas fueron acompañadas por una aplicación estricta del nacionalsocialismo en la gestión escolar. Persiguió sin piedad a los maestros y directores que no seguían la ideología nazi, ya sea transfiriéndolos o eliminándolos de sus trabajos. Los maestros jóvenes estaban bajo una presión particularmente masiva para unirse al partido nazi.
Mergenthaler también dirigió una feroz "lucha ideológica" contra la iglesia, especialmente la Iglesia Evangélica-Luterana en Württemberg y su obispo, Theophil Wurm. Para esto, utilizó específicamente la escuela como arma. Mergenthaler intervino en escuelas parroquiales y prohibió la enseñanza de partes de la Biblia que consideraba contrarias al "sentido moral de la raza germánica", redujo las contribuciones estatales a las iglesias, prohibió a los pastores que no habían prometido lealtad a Hitler, y finalmente ordenó en 1939 la introducción de un "Currículum mundial intuitivo" teñido por los nazis en lugar de toda educación religiosa. Su dura represión creó confusión y discordia, dañando su causa más que ayudándola. A nivel local, sus acciones llevaron a amargos conflictos entre la Iglesia, el Partido Nazi y la burocracia escolar que alienaron a la devota población de Württemberg. Sus medidas más extremas fueron incluso restringidas por el Gauleiter y el gobierno nacional nazi.

## Vida posterior
De 1945 a 1949, Mergenthaler fue internado por los Aliados en Balingen, un subcampo del antiguo Campo de concentración de Struthof-Natzweiler. En su juicio de desnazificación en 1948 fue condenado como "delincuente mayor" (en alemán: Hauptschuldig) y no presentó ninguna objeción. Después de su liberación, se aisló en su casa en Korntal-Münchingen y ya no se lo veía en público. En 1951 recibió un subsidio de subsistencia, y después de ser indultado en 1953, una pensión de maestro completa. Murió en Bad Dürrheim en 1980.